# Now the Animals Have a Voice
Now the Animals Have a Voice è il primo album della band deathgrind statunitense Caninus.
Il disco è stato pubblicato nel 2004 dalla War Torn Records.

## Tracce
1. Intro
2. Basil #1
3. Brindle Brickheads (Unprecedent Ferocity)
4. Bite the Hand That Breeds You
5. Studio Guy Gets Pissed
6. Fear of Dog (Religious Myths)
7. Budgie #1
8. New Yorkie Crew (Loyal Like a Stone)
9. No Dogs, No Masters
10. Human Rawhide
11. Misunderstood Machines (Fuck the Media)
12. Locking Jaws
13. Canine Core (Demo)
14. Fuck the A.K.C. (Demo)

## Formazione
- Budgie - voce
- Basil - voce
- Sudz Exodus - chitarra
- Belle Molotov - chitarra
- Buddy Bronson - basso
- Thunder Hammer Attack - batteria